# Eimen (gemeindefreies Gebiet)
Das gemeindefreie Gebiet Eimen ist eines von sieben gemeindefreien Gebieten im Landkreis Holzminden, Niedersachsen. Der Name des Gebietes leitet sich von der angrenzenden Gemeinde Eimen ab. Das Gebiet liegt vollständig im Mittelgebirgszug Hils.
Es hat eine Fläche von 12,91 km² und grenzt im Uhrzeigersinn im Norden an das gemeindefreie Gebiet Grünenplan, im Norden und Osten an das gemeindefreie Gebiet Wenzen, im Süden an die Gemeinde Eimen und im Westen an die Stadt Eschershausen sowie das gemeindefreie Gebiet Eschershausen des gleichen Landkreises.
Das gemeindefreie Gebiet ist unbewohnt. Aus statistischen Gründen führt es jedoch den Amtlichen Gemeindeschlüssel 03 2 55 502.